# الطالب الجديد (فلم 1990)
الطالب الجديد (بالإنجليزية: The Freshman) هو فيلم جريمة كوميدي أمريكي صدر عام 1990، من تأليف وإخراج أندرو بيرغمان، وبطولة مارلون براندو، ماثيو برودريك، برونو كيربي، ماكسيميليان شيل،بينيلوبي آن ميلر، وفرانك ويلي. تدور أحداث الفيلم حول تورط طالب شاب في نيويورك بتجارة غير مشروعة لبيع الحيوانات الغريبة والمهددة بالانقراض كطعام.

## الممثلون
- مارلون براندو في دور كارمين ساباتيني، مالك نادي الذواقة.
- ماثيو بروديريك في دور كلارك كيلوغ، طالب جامعي يصبح صديقًا لكارمين.
- برونو كيربي بدور فيكتور راي، ابن أخ كارمين.
- بينيلوبي آن ميلر في دور تينا ساباتيني، ابنة كارمين.
- فرانك ويلي في دور ستيف بوشاك، زميل كلارك في السكن.
- جون بوليتو في دور تشاك غرينوالد، عميل سري في قسم الأسماك والحياة البرية التابع لوزارة العدل.
- بول بنديكت في دور آرثر فليبر، أستاذ في جامعة نيويورك.
- ريتشارد غانت في دور لويد سيمبسون، عميل سري في قسم الأسماك والحياة البرية التابع لوزارة العدل.
- كينيث ويلش في دور دوايت أرمسترونغ، زوج أم كلارك الناشط في مجال حقوق الحيوان.
- باميلا بايتون رايت في دور ليز أرمسترونغ، والدة كلارك.
- بي دي وونغ في دور إدوارد، أحد شركاء كارمين.
- ماكسيميليان شيل في دور لاري لندن، شريك كارمين ورئيس الطهاة في نادي الذواقة.
- بيرت باركس في دور مغني في نادي الذواقة.

## الاستقبال
وصفت الناقدة جانيت ماسلين من صحيفة نيويورك تايمز الفيلم بأنه «ذكي وساحر». وفي مراجعته، كتب الناقد روجر إيبرت، «لقد كان هناك الكثير من الأفلام التي كرر فيها النجوم أدوارهم الناجحة - ولكن هل فعل أي نجم ذلك بنجاح أكثر مما فعله مارلون براندو في فيلم الطالب الجديد؟». ووصف الناقد جين سيسكل الفيلم بأنه «نص أصلي نادر يتراوح بين محاكاة ساخرة لمدرسة السينما وقصة هروب رائعة».
حصل الفيلم على تقييم 94% على موقع روتن توميتوز بناءً على 50 مراجعة. وينص إجماع نقاد الموقع على ما يلي: «بفضل جاذبية ماثيو برودريك في دور البطولة ومارلون براندو في دور كاريكاتيري لشخصيته في فيلم العراب، يتمتع فيلم الطالب الجديد بتشكيلة قوية من الممثلين، وفكرة ذكية، وكوميديا لطيفة». أما على موقع ميتاكريتيك، فقد حصل على متوسط تقييم 78/100، بناءً على 27 مراجعة. وحصل على تقييم B+ على موقع سينماسكور.

## روابط خارجية
- الطالب الجديد على موقع IMDb (الإنجليزية)
- الطالب الجديد على موقع الموسوعة البريطانية (الإنجليزية)
- الطالب الجديد على موقع روتن توميتوز (الإنجليزية)
- الطالب الجديد على موقع نتفليكس (الإنجليزية)
- الطالب الجديد على موقع قاعدة بيانات الأفلام العربية
- الطالب الجديد على موقع ألو سيني (الفرنسية)
- الطالب الجديد على موقع Turner Classic Movies (الإنجليزية)
- الطالب الجديد على موقع أول موفي (الإنجليزية)
- الطالب الجديد على موقع بوكس أوفيس موجو (الإنجليزية)
- الطالب الجديد على موقع فيلمافينيتي (الإسبانية)